# Yona Friedman
Yona Friedman (Budapest, 5 giugno 1923 – Parigi, 20 febbraio 2020) è stato un architetto, designer e urbanista ungherese naturalizzato francese.
Divenne celebre fra la fine degli anni cinquanta e i primi sessanta, cioè nella cosiddetta età della megastruttura.

## Biografia

### Primi anni
Come ebreo Yona Friedman ha attraversato la II Guerra Mondiale sfuggendo ai rastrellamenti nazisti ed è vissuto per circa un decennio in Israele nella città di Haifa prima di trasferirsi stabilmente a Parigi nel 1957.
Nel 1956, al X Congresso Internazionale di Architettura Moderna di Dubrovnik, il suo “Manifeste de l'architecture mobile” contribuì a mettere in discussione definitivamente le ardimentose volontà pianificatorie della progettazione architettonica e urbanistica. Proprio durante quel congresso, e grazie soprattutto ai giovani del Team 10, si cominciò a parlare di “architettura mobile” nel senso di “mobilità dell'abitare”. Con l'esempio della Ville spatiale, Friedman ha esposto – per la prima volta – i principi di un'architettura capace di comprendere le continue trasformazioni che caratterizzano la “mobilità sociale” e basata su “infrastrutture” che prevedono abitazioni e norme urbanistiche passibili di essere create e ricreate, secondo le esigenze degli abitanti e dei residenti. La sua attenzione per l'autoregolazione degli abitanti nasce dalla sua esperienza diretta di profugo e senzatetto, dapprima nelle città europee disastrate dalla guerra e poi in Israele, dove nei primi anni di vita dello Stato sbarcavano ogni giorno migliaia di persone con conseguenti problemi di alloggio.

### La maturità
Nel 1958 ha fondato il Groupe d'études de architecture mobile (GEAM), scioltosi nel 1962.
Nel 1963 ha sviluppato l'idea di città ponte e ha partecipato attivamente al clima culturale e utopico dell'architettura degli anni '60 nota come “Età della megastruttura”. Dalla metà degli anni '60 ha insegnato presso numerose università americane. Nel decennio successivo ha lavorato intensamente per le Nazioni Unite e l'Unesco, attraverso la diffusione di alcuni manuali di auto-costruzione nei Paesi africani, sudamericani e in India. Nonostante la perenne etichetta di utopista, Friedman ha dichiarato: “Ho sempre cercato, negli studi architettonici, di elaborare progetti che fossero realizzabili”.
Nel 1978 gli è stata commissionata la progettazione del Lycée Bergson ad Angers, in Francia, completato nel 1981. In questa occasione ha pubblicato un procedimento secondo il quale la distribuzione e la disposizione di tutti gli elementi architettonici erano pensate e decise dai futuri utenti. Perché anche i non professionisti dell'architettura potessero comprendere e applicare il suo metodo, ha scritto anche aiutandosi attraverso fumetti.
L'interesse per il tema della partecipazione ha avvicinato Friedman ad architetti come Giancarlo De Carlo e Bernard Rudofsky.
Nel 1987 a Madras, in India, Friedman ha completato il Museum of Simple Technology in cui vengono applicati i principi di auto-costruzione a partire da materiali locali come il bambù. 
È inoltre autore di libri che trattano di argomento tecnico (Per una architettura scientifica, Officina 1975), sociologico (L'architecture du survie, L'éclat 2003) ed epistemologico (L'univers erratique, Puf 1994).
Il libro che però meglio rappresenta la tensione etica e civile di Friedman è forse Utopie realizzabili, pubblicato in Francia nel 1975 e pubblicato anche in italiano (Quodlibet 2003) nel quale è sviluppata un'idea di ristrutturazione della società in senso compiutamente democratico, volta a fuggire ogni elitarismo, attraverso la teoria del gruppo critico. Il libro è anche una feroce critica al mito della comunicazione globale.
Vi si può leggere infatti: “L'analisi delle utopie sociali presentate in questo libro comporta, in maniera implicita, l'atto d'accusa e la critica di quei due ‘cattivi’ dei nostri tempi che sono: ‘lo Stato mafia’ e la ‘mafia dei media’ (stampa, televisione ecc.). L'esistenza di uno Stato mafia deriva dall'impossibilità di conservare la forma dello Stato democratico classico non appena le sue dimensioni oltrepassano certi limiti e la ‘mafia dei media’ ne è una diretta conseguenza dovuta all'impossibilità della comunicazione globale (mondiale) di esplicarsi come dovrebbe. Internet può essere portato ad esempio del fatto che questa impossibilità non è il risultato di difficoltà tecniche, ma deriva invece dalla fondamentale inabilità umana alla comunicazione generalizzata (di tutti verso tutti). Il fallimento di queste due utopie generose, la democrazia e la ‘comunicazione globale’ tra gli uomini, comporta logicamente il formarsi di mafie che agiscono in nostro nome, contro i nostri interessi.
Oltre che un atto d'accusa questo libro vuole contemporaneamente essere un atto di incoraggiamento: l'individuo va incoraggiato a non dare il proprio aiuto né il proprio tacito consenso a queste due mafie. Non è un invito alla rivoluzione, bensì un invito alla resistenza.”
Nel terzo millennio creò su internet il proprio blog.